# Amadou Seyni Magagi
Amadou Seyni Magagi, né le 17 août 1942 à Dosso au Niger, est un officier supérieur et homme politique nigérien.

## Biographie
Amadou Seyni Magagi est né le 17 août 1942 à Dosso au Niger. Marié et père de trois enfants, il a brièvement exercé dans l’administration avant d’embrasser le métier des armes en 1962. 
Après une formation militaire dans plusieurs académies militaires notamment en France, il occupe de 1962 à 1974 plusieurs fonctions dans différentes unités militaires du pays jusqu’à l’avènement du CMS au pouvoir en avril 1974 dont il fut un des membres, avec à sa tête Seyni Kountché. Il commence ainsi une carrière militaro-politique qui le conduit successivement à être plusieurs fois préfet de région et ministre de 1974 à 1988. 
En 1989, à la faveur de la décrispation politique prônée par le général Ali Saibou alors chef de l’État, il est nommé secrétaire politique du BEN-CESON (Bureau Exécutif National du Conseil Supérieur d’Orientation Nationale) du MNSD, parti d'État et instance dirigeante du pays. 
Premier officier de l’armée nigérienne à avoir fréquenté l’école supérieure de guerre inter armes de Paris, il est désigné pour conduire le contingent nigérien sur son premier théâtre d’opérations extérieures, à la suite de l’invasion du Koweït par l’Iraq en août 1990.
En 1991, à son retour de la guerre du Golfe, il est nommé conseiller militaire du chef de l’État, cumulativement avec les fonctions d’inspecteur général des forces armées nigériennes.
Après 30 ans de services dans l’armée, il prend sa retraite en 1992 avec le grade de colonel. Il commence alors une nouvelle carrière dans le civil qui le conduit successivement à être président de la commission nationale pour la collecte et le contrôle des armes illicites , Ambassadeur du Niger au Koweït et en Iran, et enfin conseiller spécial du président du conseil suprême pour la restauration de la démocratie chef de l’État (P/CSRD) . 
Pour sa carrière militaire, il reçoit plusieurs décorations tant nationales qu’internationales notamment, la plus haute distinction du Niger, à savoir la Grand-Croix  de l’Ordre National du Niger.
Au décès de Djermakoye Maidanda Magagi, le 3 septembre 2012, il présente sa candidature pour concourir à la succession du trône autrefois occupé par son père Djermakoye Seyni Magagi de 1969 à 1974. Il est élu, le 19 septembre 2013, avec une large majorité de 35 voix sur 46 votants, chef de canton de Kiota Harikanassou, devenant ainsi le septième chef de ce canton.